# WONDER QUEST EP
『WONDER QUEST EP』（ワンダー・クエスト・イーピー）は、水樹奈々の37枚目のシングル。2018年9月26日にKING AMUSEMENT CREATIVEからリリースされた。

## 解説
本作は全4曲タイアップ付きの「オールAサイドシングル」であり、前作シングル『Destiny's Prelude』と『TESTAMENT』から約1年2カ月ぶりのリリース。ジャケット写真は「WONDER QUEST」というタイトルに合わせ、紙芝居舞台をモチーフに物語や冒険の始まりを思わせるミステリアスな仕上がりとなっている。
Webアニメ『モンスターストライク』第3期のエンディングテーマ「WHAT YOU WANT」をはじめ、ゲームアプリ『陰陽師』のテーマ曲「結界」、スマートフォン向けアプリ『交響性ミリオンアーサー』の主題歌「Birth of Legend」、なか卯TV-CMソング「Hungry Hungry」を含めた全4曲が収録されている。
初回製造盤：特製カラーケース

## 批評
CDジャーナルは、「約1年2ヵ月ぶりとなる37枚目のシングル。アニメ『モンスターストライク』エンディング・テーマ「WHAT YOU WANT」、宮野真守をフィーチャーした、ゲームアプリ『陰陽師本格幻想RPG』テーマ曲「結界」ほか、伸びやかなヴォーカルを活かしたパワフルなナンバーを全4曲収録。」と評した。

## 収録曲
1. WHAT YOU WANT [3:54]
  - 作詞：しほり / 作曲：ats- / 編曲：ats-、清水武仁&渡辺徹
  - Webアニメ『モンスターストライク』エンディングテーマ
2. 結界 (水樹奈々 feat. 宮野真守) [4:14]
  - 作詞：松井五郎 / 作曲：光増ハジメ / 編曲：EFFY
  - ゲーム『陰陽師』テーマソング
3. Birth of Legend [3:45]
  - 作詞：藤林聖子 / 作曲・編曲：南田健吾
  - スマートフォン向けアプリ「交響性ミリオンアーサー」主題歌
4. Hungry Hungry [3:52]
  - 作詞：しほり / 作曲・編曲：加藤裕介
  - 「なか卯 親子丼と小うどん冷やし」TV-CMソング